# Sara Duterte
Sara Zimmermann Duterte, detta Inday Sara, coniugata Carpio (Davao, 31 maggio 1978), è una politica filippina, 15º Vicepresidente delle Filippine dal 2022, Sindaco di Davao dal 2016 al 2022.
Figlia del 16º Presidente delle Filippine, Rodrigo Duterte, è stata la più giovane, nonché prima donna, ad essere eletta come sindaco di Davao.

## Carriera
Eletta il 30 giugno 2010 come sindaco di Davao è successa al padre Rodrigo Duterte diventando così la prima donna e il più giovane sindaco della città. Alle elezioni ha superato lo speaker della Camera dei Rappresentanti Prospero Nograles, vecchio rivale politico dei Duterte, superandolo di oltre 200 000 voti.
Candidatasi nuovamente sindaco alle elezioni del 2016, questa volta senza avversari, è stata eletta nel mese di maggio in sostituzione del padre Rodrigo, divenuto nel frattempo Presidente del Paese. Quest'ultimo, pur essendo legato ad un matrimonio in "common law" (ossia basato unicamente sul mutuo consenso e sulla convivenza) con Cielito Avanceña, ha deciso più tardi di nominare Sara come sua first lady. La nomina è stata tuttavia rifiutata dalla figlia.